# Passerina
A Passerina  a madarak osztályának verébalakúak (Passeriformes) rendjébe és a kardinálispintyfélék (Cardinalidae) családjába tartozó nem.

## Rendszerezésük
A nemet Louis Pierre Vieillot francia ornitológus írta le 1816-ban, az alábbi fajok tartoznak ide:
- Passerina indigotica[1] vagy Cyanocompsa parellina indigotica[2]
- lazúr püspökpinty (Passerina parellina[1] vagy Cyanocompsa parellina[2])
- kék magtörő (Passerina caerulea)
- indigópinty (Passerina cyanea)
- azúrpinty (Passerina amoena)
- rózsáshasú pinty (Passerina rositae)
- mexikói pinty (Passerina leclancherii)
- sokszínű pinty (Passerina versicolor)
- pápapinty (Passerina ciris)